# 9-1-1 (serie televisiva)

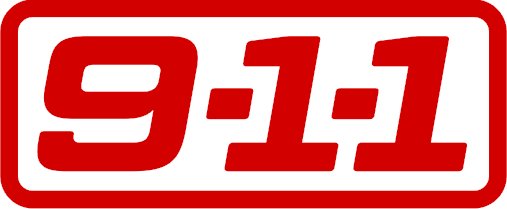
Logo della serie

9-1-1 è una serie televisiva statunitense creata da Ryan Murphy, Brad Falchuk e Tim Minear e prodotta dal 2018.
È prodotta da 20th Century Fox Television (ora conosciuta come 20th Television), con Minear e Bradley Buecker in veste di produttori esecutivi; Minear è anche showrunner, mentre Buecker ha diretto il primo episodio.
Negli Stati Uniti la serie va dapprima in onda da Fox e dalla settima stagione su ABC. In Italia la serie va in onda dapprima dai canali satellitari Fox Life e Fox, e poi dalla quinta stagione sulla piattaforma Disney+. Dall'8 gennaio 2019 è trasmessa anche in chiaro su Rai 2.
Il 16 gennaio 2018 la serie è stata ufficialmente rinnovata per una seconda stagione composta da 18 episodi. Il 25 marzo 2019, Fox ha rinnovato  la serie per una terza stagione. Il 13 aprile 2020 viene annunciato il rinnovo per una quarta stagione. Il 17 maggio 2021 ottiene un altro rinnovo per una quinta stagione.
Il 16 maggio 2022 viene rinnovata per una sesta stagione. Il 1º maggio 2023 la serie viene cancellata dalla Fox e successivamente acquistata dall’ABC, che la rinnova per una settima stagione. Il 2 aprile 2024 viene rinnovata per un'ottava stagione. Il 3 aprile 2025 viene rinnovata per una nona stagione.
Dalla serie sono stati tratti gli spin off 9-1-1: Lone Star, 9-1-1: Nashville e Doctor Odyssey.

## Trama
La serie esplora il mondo frenetico e pericoloso della polizia, dei paramedici e dei vigili del fuoco di Los Angeles che si ritrovano ad affrontare le situazioni più spaventose e scioccanti, cercando di trovare un equilibrio tra le loro vite private e il caos di quelle lavorative.

## Episodi
| Stagione         | Episodi | Prima TV USA | Prima TV Italia |
| ---------------- | ------- | ------------ | --------------- |
| Prima stagione   | 10      | 2018         | 2018            |
| Seconda stagione | 18      | 2018-2019    | 2018-2019       |
| Terza stagione   | 18      | 2019-2020    | 2019-2020       |
| Quarta stagione  | 14      | 2021         | 2021            |
| Quinta stagione  | 18      | 2021-2022    | 2022            |
| Sesta stagione   | 18      | 2022-2023    | 2023            |
| Settima stagione | 10      | 2024         | 2024            |
| Ottava stagione  | 18      | 2024-2025    | 2024-2025       |

## Personaggi e interpreti
- Athena Grant-Nash (stagioni 1-in corso), interpretata da Angela Bassett, doppiata da Alessandra Cassioli.
- Bobby Nash (stagioni 1-8), interpretato da Peter Krause, doppiato da Stefano Benassi e Giorgio Borghetti: (st. 6x4-9).
- Evan Buckley (stagioni 1-in corso), interpretato da Oliver Stark, doppiato da Davide Albano.
- Hen Wilson (stagioni 1-in corso), interpretata da Aisha Hinds, doppiata da Daniela D'Angelo.
- Howard Han (stagioni 1-in corso), interpretato da Kenneth Choi, doppiato da Nanni Baldini.
- Michael Grant (stagioni 1-5), interpretato da Rockmond Dunbar, doppiato da Stefano Mondini.
- Abby Clark (stagione 1, guest star stagione 3), interpretata da Connie Britton, doppiata da Roberta Pellini.
- May Grant (stagioni 2-6, ricorrente stagione 1, guest star stagione 7-8), interpretata da Corinne Massiah, doppiata da Giulia Tesei.
- Harry Grant (stagioni 2-5, ricorrente stagioni 1, 7-8), interpretato da Marcanthonee Jon Reis (stagioni 1-5) e da Elijah M. Cooper (stagione 7-8), doppiato da Mattia Fabiano.
- Maddie Buckley-Han (stagioni 2-in corso), interpretata da Jennifer Love Hewitt, doppiata da Stella Musy.
- Eddie Diaz (stagioni 2-in corso), interpretato da Ryan Guzman, doppiato da Andrea Mete.
- Christopher Diaz (stagioni 3-in corso, ricorrente stagione 2 e 8), interpretato da Gavin McHugh, doppiato da Edoardo Vivio.
- Albert Han (stagione 4, ricorrente stagione 5, guest star stagioni 3, 6), interpretato da John Kim, doppiato da Riccardo Suarez.

## Riconoscimenti
- Critic's Choice Super Awards
  - 2021 - Candidatura alla miglior serie d'azione[8]
  - 2021 - Miglior attrice in una serie d'azione ad Angela Bassett
  - 2022 - Candidatura alla miglior serie d'azione[9]
  - 2022 - Candidatura alla miglior attrice in una serie d'azione ad Angela Bassett
  - 2023 - Candidatura alla miglior serie d'azione[10]
  - 2023 - Candidatura alla miglior attrice in una serie d'azione ad Angela Bassett
  - 2024 - Candidatura alla miglior serie d'azione[11]
  - 2024 - Candidatura alla miglior attrice in una serie d'azione ad Angela Bassett[11]
- NAACP Image Awards
  - 2020 - Miglior attrice in una serie drammatica ad Angela Bassett[12]
  - 2021 - Candidatura alla miglior attrice in una serie drammatica ad Angela Bassett[13]
  - 2022 - Candidatura per la migliore serie drammatica[14]
  - 2022 - Miglior attrice in una serie drammatica ad Angela Bassett
  - 2023 - Miglior attrice in una serie drammatica ad Angela Bassett[15]
  - 2024 - Candidatura alla miglior attrice in una serie drammatica ad Angela Bassett[16]
- BET Awards
  - 2018 - Candidatura alla miglior attrice ad Angela Bassett[17]
- BMI Film & TV Award
  - 2018 - Miglior colonna sonora di una serie televisiva[18]
  - 2019 - Miglior colonna sonora di una serie televisiva[19]
  - 2020 - Miglior colonna sonora di una serie televisiva[20]
- NAMIC Vision Awards
  - 2023 - Candidatura nel genere drama[21]
- People's Choice Awards
  - 2021 - Candidatura per la migliore serie drammatica del 2021[22]
  - 2021 - Candidatura alla miglior star femminile in una serie televisiva del 2021[22]
  - 2021 - Candidatura alla miglior star in una serie TV drammatica del 2021[22]
  - 2021 - Candidatura alla star femminile preferita in una serie TV[22]
  - 2021- Candidatura alla miglior star in una serie tv drammatica[22]
- Teen Choice Awards
  - 2018 - Candidatura alla miglior serie TV emergente[23]
  - 2018 - Candidatura alla miglior star emergente in una serie tv a Oliver Stark[23]
  - 2019 - Candidatura al miglior attore in una serie TV drammatica a Oliver Stark[24]
- Black Reel Awards
  - 2019 - Candidatura alla miglior attrice, serie drammatica ad Angela Bassett[25]
  - 2024 - Candidatura alla miglior attrice protagonista in una serie drammatica ad Angela Bassett[26]
  - 2024 - Candidatura alla miglior attrice non protagonista in una serie drammatica ad Aisha Hinds[26]

## Produzione

### Casting
Nell'ottobre 2017, Angela Bassett, e Peter Krause si sono uniti al cast principale. Più tardi, quel mese, fu annunciato che Oliver Stark, Aisha Hinds, Kenneth Choi e Rockmond Dunbar erano stati ingaggiati in ruoli regolari.
Al termine della prima stagione, Connie Britton abbandona la serie per poi riapparire come guest star nel finale della terza stagione.
Il 27 agosto 2020 viene annunciato che l'attore John Kim, già apparso in alcuni episodi della terza stagione nel ruolo del fratellastro minore di Howard Han, Albert, è stato promosso nel cast principale della serie a partire dalla quarta stagione.

## Accoglienza
Il sito web aggregatore di recensioni Rotten Tomatoes ha riportato per la prima stagione della serie una percentuale di approvazione del 70%, con un punteggio medio di 5.90 su 10 basato su 33 recensioni. Metacritic, che utilizza una media ponderata, ha assegnato un punteggio di 60 su 100 basato su 21 critici, indicando "recensioni miste o medie".

## Spin-off
Nel maggio del 2019 è stata annunciata la produzione di uno spin-off che avrebbe visto Rob Lowe come protagonista. La serie televisiva, andata in onda negli USA dal 19 gennaio 2020, è ambientata ad Austin, e ha come titolo 9-1-1: Lone Star. Nell'ottobre del 2024 è stata annunciata la creazione di un secondo spin-off della serie madre che sarà ambientata a Nashville, e ha come titolo 9-1-1: Nashville , la serie televisiva andrà in onda negli USA dal 9 ottobre 2025 con protagonista Chris O'Donnell.

## Crossover
9-1-1  ha avuto diversi crossover con il suo spin-off 9-1-1: Lone Star e uno con la serie medical drama ,realizzata sempre da Ryan Murphy, dal titolo Doctor Odyssey.
- episodio 3 della stagione 4 di 9-1-1  -  alla fine del episodio la 118 parte per il Texas per aiutare la 126 con l'emergenza di un grande incendio.
- episodio 3 della stagione 2 di 9-1-1: Lone Star  - in questo episodio la 126 e la 118 si uniscono per spegnere il grande incendio che colpisce il Texas.
- episodio 11 della stagione 3 di 9-1-1: Lone Star  - in questo episodio troviamo la sergente Athena Grant aiutare Grace e Carlos per un criminale.[29]
- episodio 11 della stagione 8 di 9-1-1 - in questo episodio troviamo Athena Grant rispondere a una chiamata che la porta a salire sulla Odyssey.
- episodio 11 della stagione 1 di Doctor Odyssey - in questo episodio troviamo Athena Grant salire sulla Odyssey per la settimana del casinò.[30]